# Doble radical
En matemática a las expresiones de la forma 
{\displaystyle {\sqrt {A\pm {\sqrt {B}}}}}, se las denomina  doble radical donde A y B son números racionales positivos.
Ejemplos
1. {\displaystyle {\sqrt {2-{\sqrt {2}}}}}
2. {\displaystyle {\sqrt {2+{\sqrt {3}}}}}

El lado l de un pentágono regular inscrito en una circunferencia de radio r, se calcula con la fórmula 
{\displaystyle l={\frac {r}{2}}{\sqrt {10-{\sqrt {20}}}}}

## Transformación en radicales simples
En este caso se trata de expresar mediante la suma o diferencia de radicales simples
{\displaystyle {\sqrt {A\pm {\sqrt {B}}}}={\sqrt {s}}\pm {\sqrt {t}}}
Planteando las ecuaciones adecuadas se obtiene 
{\displaystyle s={\frac {A+C}{2}}} y {\displaystyle t={\frac {A-C}{2}}} donde {\displaystyle C^{2}=A^{2}-B}
De modo que {\displaystyle {\sqrt {A\pm {\sqrt {B}}}}={\sqrt {\frac {A+C}{2}}}\pm {\sqrt {\frac {A-C}{2}}}}
Ejemplo
Descomponer {\displaystyle {\sqrt {4+{\sqrt {7}}}}}
A = 4, B = 7
 : {\displaystyle C^{2}=4^{2}-7=9}; de donde C = 3.
{\displaystyle {\sqrt {\frac {A+C}{2}}}={\sqrt {\frac {4+3}{2}}}={\sqrt {\frac {7}{2}}}}

{\displaystyle {\sqrt {\frac {A-C}{2}}}={\sqrt {\frac {4-3}{2}}}={\sqrt {\frac {1}{2}}}}
{\displaystyle {\sqrt {4+{\sqrt {7}}}}={\sqrt {\frac {7}{2}}}+{\sqrt {\frac {1}{2}}}}
Condiciones
1. A y B racionales positivos
2. A2 > B
3. A > C
4. A2 - B, debe ser cuadrado perfecto. para obtener C.